# بوب كورلاند
بوب كورلاند (بالإنجليزية: Bob Kurland) مواليد 23 ديسمبر 1924 في سانت لويس - الوفاة 29 سبتمبر 2013، كان لاعب كرة سلة أمريكي بدأ مسيرته الاحترافية في سنة 1946. بلغ طوله 7 قدم 0 بوصة (2.1 م). شارك في مسابقة كرة السلة في الألعاب الأولمبية الصيفية. اعتزل اللعب في 1952.

## الميداليات
| الميدالية | المسابقة                       |
| --------- | ------------------------------ |
| ذهبية     | الألعاب الأولمبية الصيفية 1948 |
| ذهبية     | الألعاب الأولمبية الصيفية 1952 |

## روابط خارجية
- بوب كورلاند على موقع الاتحاد الدولي لكرة السلة (الإنجليزية)
- بوب كورلاند على موقع سبورتس رفرنس (الإنجليزية)
- بوب كورلاند على موقع كلية كرة السلة في سبورتس رفرنس.كوم (الإنجليزية)
- بوب كورلاند على موقع ريلجم (الإنجليزية)
- بوب كورلاند على موقع قاعة المشاهير الجامعة الوطنية لكرة السلة (الإنجليزية)
- بوب كورلاند على موقع سبورتس رفرنس (الإنجليزية)
- بوب كورلاند على موقع اللجنة الأولمبية الدولية (الإنجليزية)
- بوب كورلاند على موقع أوليمبيديا (الإنجليزية)
- بوب كورلاند على موقع قاعة ميسوري للمشاهير الرياضية (الإنجليزية)